# Torre Manfria
Torre Manfria este o arie protejată (arie specială de conservare — SAC, sit de importanță comunitară — SCI) din Italia întinsă pe o suprafață de 720 ha, integral pe uscat.

## Localizare
Centrul sitului Torre Manfria este situat la coordonatele 37°05′53″N 14°08′40″E / 37.098071°N 14.144394°E.

## Înființare
Situl Torre Manfria a fost declarat sit de importanță comunitară în septembrie 1995 pentru a proteja 2 specii de plante și 71 de specii de animale. Situl a fost protejat și ca arie specială de conservare în decembrie 2017.

## Biodiversitate
Situată în ecoregiunea mediteraneană, aria protejată conține 17 habitate naturale: Galerii și tufărișuri riverane sudice (Nerio-Tamaricetea și Securinegion tinctoriae), Vegetație anuală la limita mareei, Tufărișuri halo-nitrofile (Pegano-Salsoletea), Pseudostepă cu ierburi și specii anuale de Thero-Brachypodietea, Tufărișuri halofile mediteraneene și termo-atlantice (Sarcocornetea fruticosi), Estuare, Salicornia și alte specii anuale care populează regiunile mlăștinoase și nisipoase, Dune de pe litoral fixate cu Crucianellion maritimae, Stepe sărăturate mediteraneene (Limonietalia), Râuri mediteraneene cu debit intermitent, cu specii de Paspalo-Agrostidion, Iazuri temporare mediteraneene, Dune mobile de-a lungul țărmului cu Ammophila arenaria („dune albe”), Dune împădurite cu Pinus pinea și/sau Pinus pinaster, Dune mobile cu vegetație embrionară, Dune cu vegetație ierboasă Malcolmietalia, Tufărișuri termo-mediteraneene și de pre-deșert, Râuri mediteraneene cu debit permanent cu specii de Paspalo-Agrostidion și galerii riverane de Salix și de Populus alba.
La baza desemnării sitului se află mai multe specii protejate:
- plante (2): Leopoldia gussonei, Ophrys lunulata
- păsări (66): ciocârlie-de-câmp (Alauda arvensis), Alectoris graeca whitakeri, rață sulițar (Anas acuta), lăstunul mare (Apus apus), Aquila fasciata, stârc cenușiu (Ardea cinerea), stârc roșu (Ardea purpurea), stârc galben (Ardeola ralloides), rață roșie (Aythya nyroca), buhai de baltă (Botaurus stellaris), pasărea ogorului (Burhinus oedicnemus), ciocârlie-cu-degete-scurte (Calandrella brachydactyla), Calidris canutus, Calonectris diomedea, prundăraș de sărătură (Charadrius alexandrinus), chirichița cu obraz alb (Chlidonias hybrida), chirighiță neagră (Chlidonias niger), șerpar (Circaetus gallicus), erete de stuf (Circus aeruginosus), erete vânăt (Circus cyaneus), erete alb (Circus macrourus), erete cenușiu (Circus pygargus), Clamator glandarius, acvilă-țipătoare-mică (Clanga pomarina), dumbrăveancă (Coracias garrulus), gușă vânătă (Cyanecula svecica), egretă mică (Egretta garzetta), Falco biarmicus, Falco naumanni, șoim călător (Falco peregrinus), pescăriță râzătoare (Gelochelidon nilotica), ciovlica roșcată (Glareola pratincola), cocor (Grus grus), scoicar (Haematopus ostralegus), acvilă pitică (Hieraaetus pennatus), pescăriță mare (Hydroprogne caspia), stârc pitic (Ixobrychus minutus), sfrânciocul cu frunte neagră (Lanius minor), sfrâncioc cu cap roșu (Lanius senator), Larus audouinii, pescăruș negricios (Larus fuscus), Larus genei, pescăruș-cu-cap-negru (Larus melanocephalus), pescăruș râzător (Larus ridibundus), sitar de mâl (Limosa limosa), ciocârlie de pădure (Lullula arborea), rață fluierătoare (Mareca penelope), ciocârlie de bărăgan (Melanocorypha calandra), gaia neagră (Milvus migrans), gaia roșie (Milvus milvus), sula bassana (Morus bassanus), stârc de noapte (Nycticorax nycticorax), vultur pescar (Pandion haliaetus), viespar (Pernis apivorus), țigănuș (Plegadis falcinellus), corcodel mare (Podiceps cristatus), Porphyrio porphyrio porphyrio, cresteț pestriț (Porzana porzana), Spatula clypeata, rață cârâitoare (Spatula querquedula), Stercorarius pomarinus, chiră de baltă (Sterna hirundo), chiră mică (Sternula albifrons), călifar alb (Tadorna tadorna), chiră de mare (Thalasseus sandvicensis), nagâț (Vanellus vanellus)
- mamifere (2): liliac cu picioare lungi (Myotis capaccinii), liliac comun (Myotis myotis)
- nevertebrate (1): Brachytrupes megacephalus
- reptile (2): Caretta caretta, elaphe situla (Zamenis situla)

Pe lângă speciile protejate, pe teritoriul sitului au mai fost identificate 46 de specii de plante, 17 specii de păsări, 4 specii de amfibieni, 8 specii de mamifere, 34 de specii de nevertebrate, 2 specii de pești, 6 specii de reptile.